# Phaenomenella
Phaenomenella là một chi ốc biển, là động vật thân mềm chân bụng sống ở biển trong họ Buccinidae.

## Các loài
According to the Cơ sở dữ liệu sinh vật biển (WoRMS), the following species with valid names are gồm cód withtrong genus Phaenomenella:
- Phaenomenella angusta Hadorn & Fraussen, 2006[3]
- Phaenomenella callophorella (Fraussen, 2003)
- Phaenomenella inflata (Shikama, 1971)
- Phaenomenella insulapratasensis (Okutani & Lan, 1994)
- Phaenomenella mokenorum Fraussen, 2008[4]